# Old Government House w Auckland

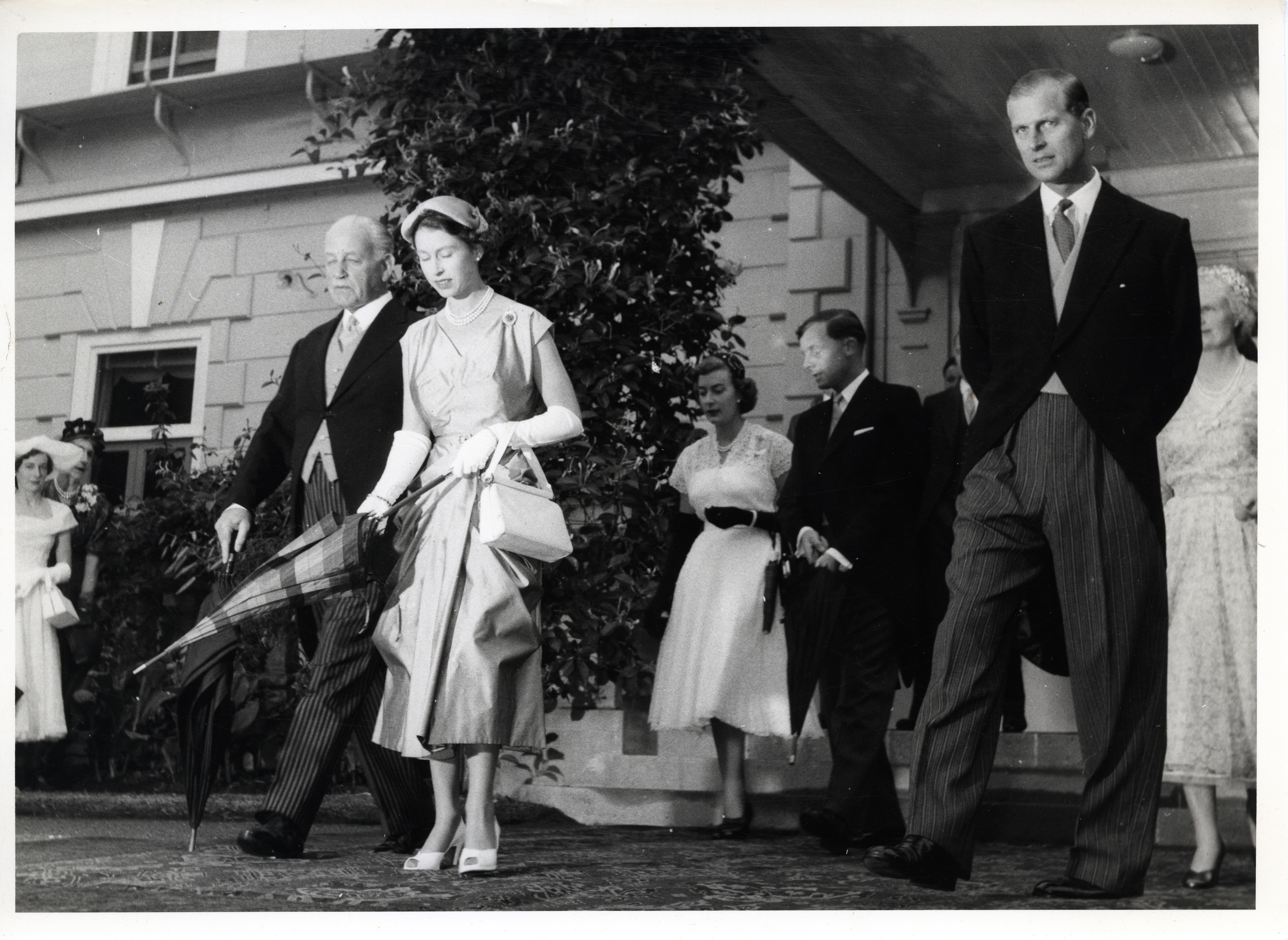
Królowa Elżbieta II wraz z małżonkiem Filipem, księciem Edynburga wychodzą z budynku

Old Government House – dawna rezydencja gubernatora generalnego Nowej Zelandii, w Auckland, Nowa Zelandia.

## Historia
Obecny budynek jest drugim budynkiem rządowym w tym miejscu.
Pierwszy przypłynął do Auckland z Londynu w 1840 roku na pokładzie statku Platina, w połowie 1841 roku został zmontowany jako długi, niski, parterowy drewniany budynek, siedziba gubernatora. Spłonął w czerwcu 1848 roku.
Aktualny budynek został zaprojektowany przez Williama Masona i został ukończony w 1856 roku jako jeden ze środków podjętych przez Auckland w celu utrzymania statusu stolicy Nowej Zelandii. Był siedzibą rządu Nowej Zelandii do 1865 roku i gubernatora generalnego do 1969 roku. Aktualnie należy do Uniwersytetu Auckland mieszcząc klub uniwersytecki oraz apartamenty dla gości uniwersytetu.
Rosnące w południowej części ogrodu koralodrzew i araukaria zostały zasadzone w latach 1861–1867 w czasie rezydencji gubernatora George’a Greya.
W 1953 roku królowa Wielkiej Brytanii Elżbieta II wygłosiła tutaj przemówienie świąteczne podczas oficjalnej wizyty w Nowej Zelandii.

## Uniwersytet Auckland
W połowie XX wieku budynek coraz bardziej tracił na znaczeniu co zostało jeszcze pogłębione budową osiedli mieszkalnych w okolicy. W 1969 roku budynek stał się formalnie częścią Uniwersytetu Auckland. Wnętrze zostało przebudowane i ozdobione wyborem z kolekcji sztuki nowozelandzkiej Uniwersytetu tracąc jednak atmosferę pałacowej rezydencji. Poszczególne części budynku są wykorzystywane jako klub uniwersytecki, recepcja Rady Uczelni oraz apartamenty gości uniwersytetu. Dawna Sala Balowa została przekształcona w salą wykładową. W ogrodzie przed domem organizowane są imprezy kontynuujące tradycję wicekrólewskich przyjęć ogrodowych. Znajduje się tamteż wiele okazów drzew posadzonych przez gubernatorów i odwiedzających Auckland dygnitarzy. Jest też ogród różany, który był rozbudowywany i pielęgnowany przez kolejne żony gubernatorów. Teren dawnej stajni został przekształcony w latach sześćdziesiątych XX wieku w oddział biologii uniwersytetu.

## Galeria

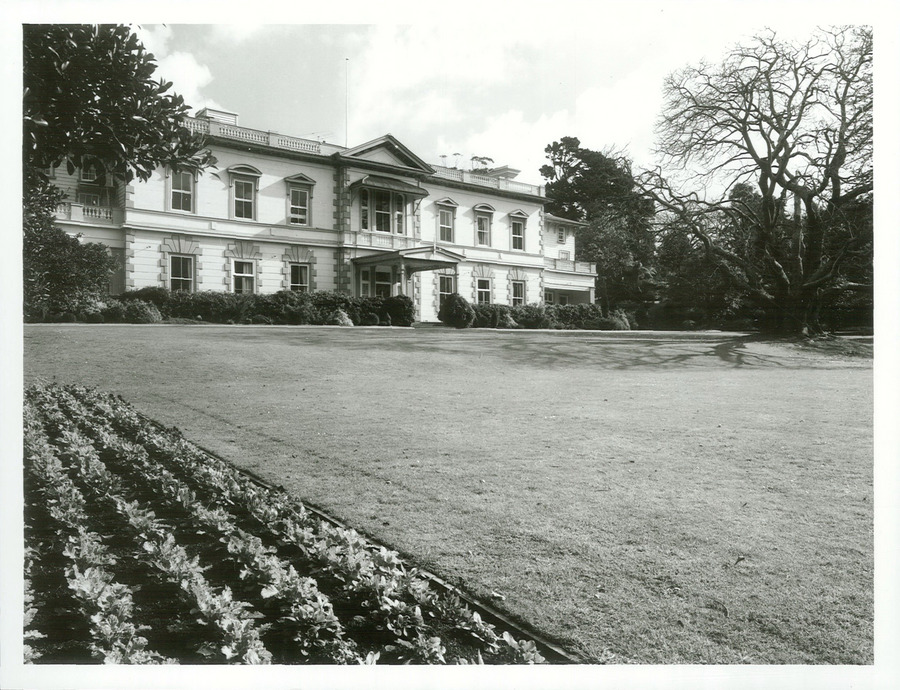
Widok na budynek od strony ogrodu
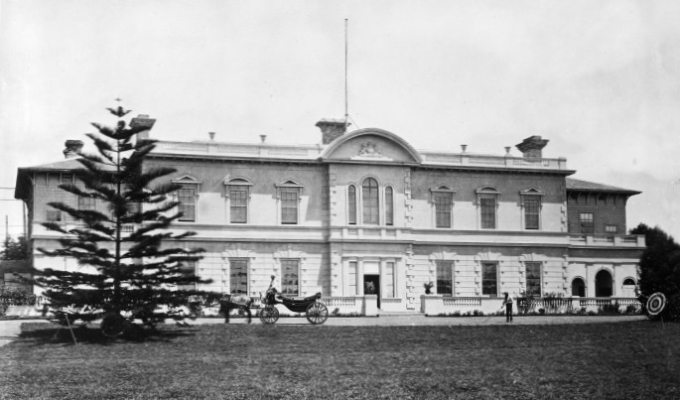
Stary Dom Rządowy w 1880 roku
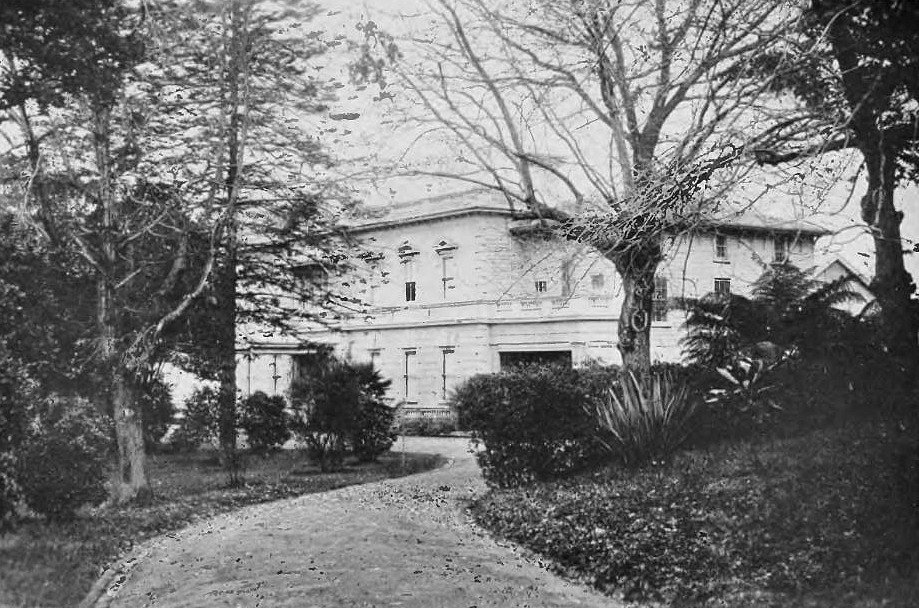
Widok ze ścieżki ogrodowej w 1913 roku
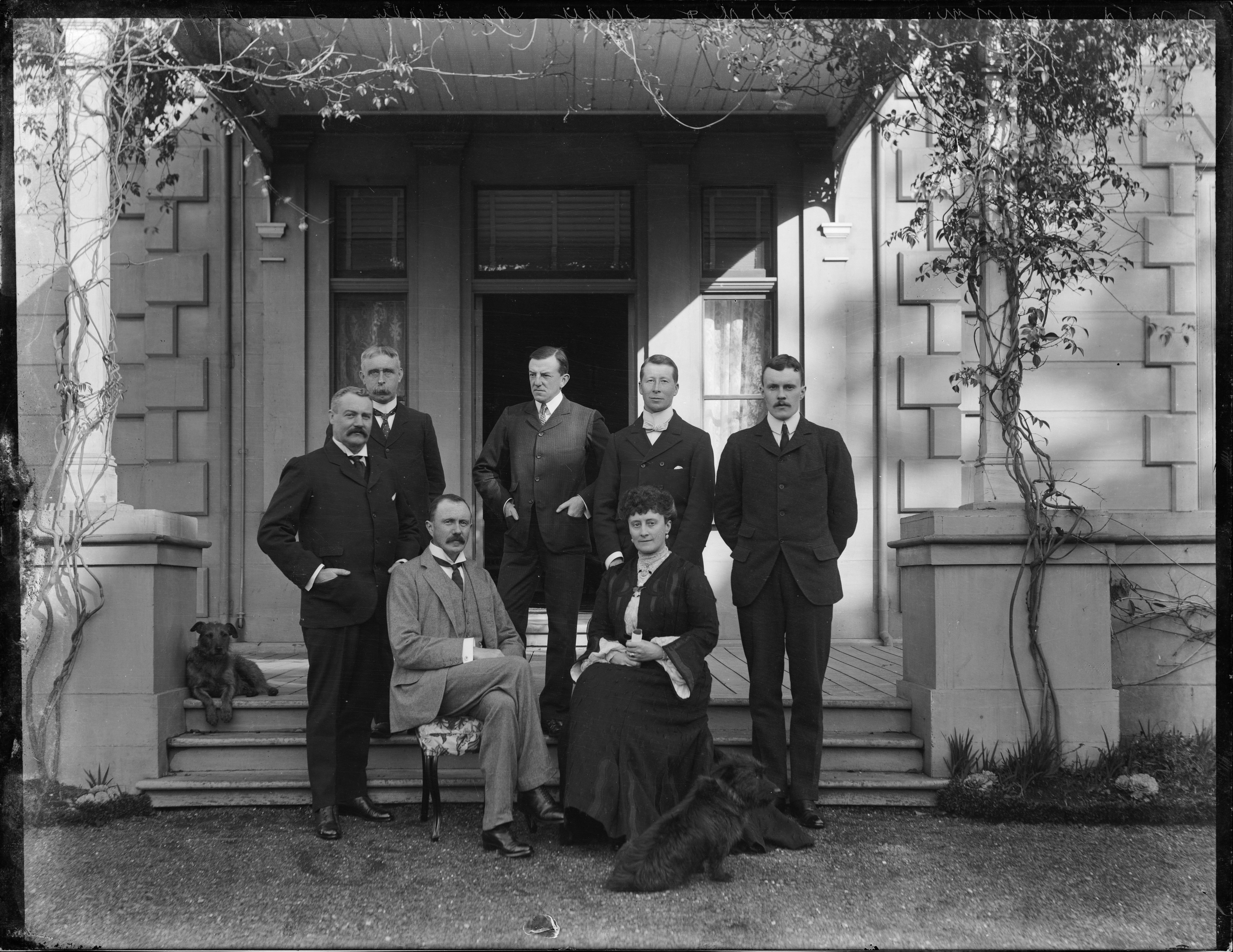
Rodzina i współpracownicy Lorda Ranfurly, gubernatora Nowej Zelandii przed wejściem do budynku